# Бобрик Второй (Черниговская область)
Бобрик Второй (укр. Бобрик Другий) — село в Семёновском районе Черниговской области Украины. Население 115 человек. Занимает площадь 0,44 км².
Код КОАТУУ: 7424787502. Почтовый индекс: 15472. Телефонный код: +380 4659.

## Власть
Орган местного самоуправления — Чёрнорожский сельский совет. Почтовый адрес: 15472, Черниговская обл., Семёновский р-н, с. Чёрный Рог, ул. Шевченко, 18.